# The Ramp
The Ramp — компьютерная инди-игра и спортивный симулятор. Была выпущена 3 августа 2021 года. Игрок управляет скейтбордистами, которые должны выполнять  разные трюки на четырёх доступных скейт-площадках.
Игру разрабатывал Пол Шнепф. Он увлекался скейтбордом, играми на эту тематику и прежде много раз предпринимал попытки разработать игру. Ранняя версия включала 25 уровней и много игрового контента, но реализация поставленной цели оказалась непосильно трудной задачей для разработчика и он вырезал большею часть контента, оставив то, что было непосредственно связанно с процессом езды на скейт-площадке.
Игровые критики хвалили игру за её управление и то, что она делает акцент на самом процессе езды на скейт-площадке, а не на наградах или прохождении уровней. Основным предметом критики стала нехватка игрового контента.

## Игровой процесс
The Ramp представляет собой симулятор скейтборда с изометрической проекцией. В игре нельзя настраивать персонажа и другие элементы, нет очков и наград.
В игре доступны четыре игровых уровня — хаф-пайп, пустой бассейн, чаша скейт-парка и мега-рампа. Они не предлагают разный уровень сложности, но позволяют выполнять трюки разного типа. В игре нет внешних областей, игровой персонаж ограничен территориями площадок для скейта.
Игрок должен управлять персонажем на скейте и выполнять один из 8 трюков. Управление осуществляется одновременным нажатием двух кнопок. Важную роль в игре играет физика. Главная цель в игре — оттачивание навыков управления. Игроку надо успешно выполнить трюк в условиях имеющихся препятствий. В случае неудачи игровой персонаж может упасть или его может вышвырнуть за край экрана. В игре есть сложный режим, в котором игрой персонаж должен без помощи игры правильно приземлиться.

## Разработка
Была разработана Hyperparadise или Полом Шнепфом на протяжении 8 месяцев. Разработчик позиционировал The Ramp, как цифровую игрушку для любителей скейтборда без каких либо лишних элементов. Разработчик не хотел добавлять ничего лишнего, не связанного со скейтбордингом и сосредоточиться на управлении игры.
До разработки Пол Шнепф увлекался скейтбордингом, играл в тематические игры, например Tony Hawk’s Pro Skater и Skate и сам катался на скейтборде. Несмотря на увлечение подобными играми, Шнепфу не хватало того чувства удовлетворения от самого процесса катания, тогда он задумал игру, которая должна была безупречно воссоздать ощущение катания, без наград и целей, как в старомодных аркадных играх. Ключевой аспект The Ramp — физика, чтобы при управлении персонажем учитывать такие детали, как например вращение или наращивание скорости, как в реальной жизни. Этих деталей Шнепфу не хватало в других играх о скейтборде.
Раннее Шнепф создал более 20 прототипов, но забрасывал их. Разработка The Ramp началась в конце 2020 года. Ранняя версия имела 25 уровней, разблокируемое снаряжение и другие функции, но Шнепф почувствовал, что поставил перед собой непосильно трудною задачу, учитывая, что он один разрабатывал игру и забросил проект в апреле 2021 года. Его знакомые из Grizzly Games уговорили Шнепфа завершить проект, учитывая, что основа игры была готова на 90%. Шнепф пошёл на радикальный шаг — вырезал почти все уровни из игры и все элементы, не касающиеся самого процесса катания на скетинге. 

## Критика
| Сводный рейтинг    | Сводный рейтинг                      |
| Агрегатор          | Оценка                               |
| ------------------ | ------------------------------------ |
| Metacritic         | 81/100 (ПК) 61/100 (Nintendo Switch) |
| Иноязычные издания |                                      |
| Издание            | Оценка                               |
| Keen Gamer         | 10/10                                |
| Screen Rant        | 8/10                                 |
| Meristation        | 7.5                                  |
| Shacknews          | 7/10                                 |
| Nintendo Life      | [ 10 ]                               |
| Switch Player      | [ 11 ]                               |

Игра получила положительные и смешанные отзывы. Средняя оценка на агрегаторе Metacritic составила 82 балла из 100 возможных, для версии на Nintendo Switch средняя оценка составила 61 балл из 100 возможных. Обозреватели хвалили игру за её оточенное управление и приятную минималистскую графику. Критики версии Nintendo Switch остались недовольны недостатком игрового контента, отсутствием целей и наград.
Критик Keen Gamer назвал The Ramp свежим взглядом на симулятор скейтборда без коллекционных предметов и пасхальных яиц, который сосредотачивается на самой механике перемещения по скейт-площадкам без каких либо конечных целей. Играть в The Ramp — это почти как смотреть на потерянную игру Game Boy Advance, но на большом экране. Изометрический обзор позволяет видеть всё на экране. Игру сопровождает приятная lo-fi музыка
Критик Screen Rant назвал The Ramp игрой с прекрасным дизайном, простой концепцией, предоставляющей то, что изначально обещает игроку. Игра невероятно затягивает, её игровой цикл прост, подходит для короткой или многочасовой игры. Критик Meristation заметил, что The Ramp вместе со своей концептуальной простотой отражает суть скейтбординга — настойчивости, баланса, концентрации и техники. Суть игры — сосредоточиться на самом процессе езды и не отвлекаться на что либо другое. В этом плане игра схожа с Lonely Mountains Downhill.
Представитель Shack News сравнил игру с приятным, но ограниченным опытом, игрушкой, нежели полноценной игрой. Она предлагает самую забавную механику, что он видел в играх о скейтбордах. Хотя игра справляется со своей основной задачей — увлечь игрока в игрой процесс, критик однако остался недоволен недостатком игрового контента. Представитель сайта Switch Player признался, что The Ramp ему наскучила уже через 10 минут. При интересной концепции, проработанной физике и приятной графике, игре катастрофически не хватает контента. 